# Comuna Katerînka, Pervomaisk
Katerînka (în ucraineană Катеринка) este o comună în raionul Pervomaisk, regiunea Mîkolaiiv, Ucraina, formată din satele Katerînka (reședința) și Petrivka.

## Demografie
Componența lingvistică a comunei Katerînka
     Ucraineană (95,34%)
     Rusă (3,68%)
     Alte limbi (0,67%)
Conform recensământului din 2001, majoritatea populației comunei Katerînka era vorbitoare de ucraineană (95,34%), existând în minoritate și vorbitori de rusă (3,68%).